# Lübecker Bauverein
Die Lübecker Bauverein eG ist eine im Jahre 1892 gegründete Wohnungsbaugenossenschaft in Lübeck, die aktuell ca. 10.000 Mitglieder zählt. Zu ihren Geschäftsfeldern zählen die Bewirtschaftung des eigenen Immobilienbestandes, die Hausverwaltung, das Bauträgergeschäft und das Betreiben einer Spareinrichtung, in der Spareinlagen der Mitglieder und ihrer Angehörigen wie bei einer Bank verwaltet werden.

## Überblick
Der Lübecker Bauverein verwaltet derzeit (Stand 1. Juli 2025) insgesamt 6.356 Wohnungen. Der Großteil davon befindet sich in Lübeck. Außerdem werden Wohngebiete im Nordwestmecklenburg und Ostholstein von der Genossenschaft betreut. 5.788 Wohnungen befinden sich im eigenen Bestand und 568 Wohnungen im Eigentum Dritter.

## Geschichte
Infolge der Industrialisierung im 19. Jahrhundert stieg die Einwohnerzahl in Lübeck stark an und es mangelte an Wohnraum. Der Lübecker Schiffsmakler Heinrich Gaedertz überreichte im Jahre 1892 dem Direktor der „Gesellschaft zur Beförderung gemeinnütziger Tätigkeit“ in Lübeck eine Spende von 8.000 Mark unter der Bedingung, dass das Geld zur Förderung des Baus billiger Arbeiterwohnungen genutzt werden sollte. Es war das Startkapital für die durch die Gesellschaft zur Beförderung gemeinnütziger Tätigkeit und den „Industrieverein“ ins Leben gerufene Genossenschaft, mit dem damaligen Namen „Lübecker Gemeinnütziger Bauverein eingetragene Genossenschaft“.
Am 3. Juni 1892 wurde die Genossenschaft als erstes Lübecker Wohnungsunternehmen ins Genossenschaftsregister eingetragen, sie hatte 152 Mitglieder. Ihr Ziel war es, für sozial schwache Bevölkerungskreise Wohnungen zu bezahlbaren Mieten zu bauen. Durch die Suche nach geeignetem Bauland in der direkten Nähe der Arbeitsplätze der zukünftigen Bewohner, sollten Schwierigkeiten vermieden werden, die aufgrund der damals unzureichenden Verkehrsverbindungen gegeben waren. Aus diesem Grund wurde die Nähe zum Hafen, zur Eisenbahn und zu den Fabrikanlagen bevorzugt. Nach langer Suche wurde 1893 mit dem Bau von drei Wohnhäusern mit insgesamt 15 Wohnungen in der Ludwigstraße in Lübeck-St. Lorenz-Nord begonnen. Die Gebäude wurden im Sommer 1894 fertiggestellt. In den Jahren 1923/1924 wurde ein weiterer Bauverein gegründet, der „Bauverein Selbsthilfe“, der trotz der Weltwirtschaftskrise zwischen 1926 und 1935 insgesamt 169 Siedlungs-, 6 Einfamilienhäuser und 75 mehrgeschossige Häuser mit 634 Wohnungen errichten konnte, bevor 1940 beide Bauvereine verschmolzen wurden. Grund für die Verschmelzung war die vom damaligen NS-Regime verfolgte Stadtplanung, die für die Nachkriegszeit vorsah, kleinere Baugenossenschaften- und Vereine zu leistungsfähigeren Gesellschaften unter der Kontrolle der NSDAP auszubauen.

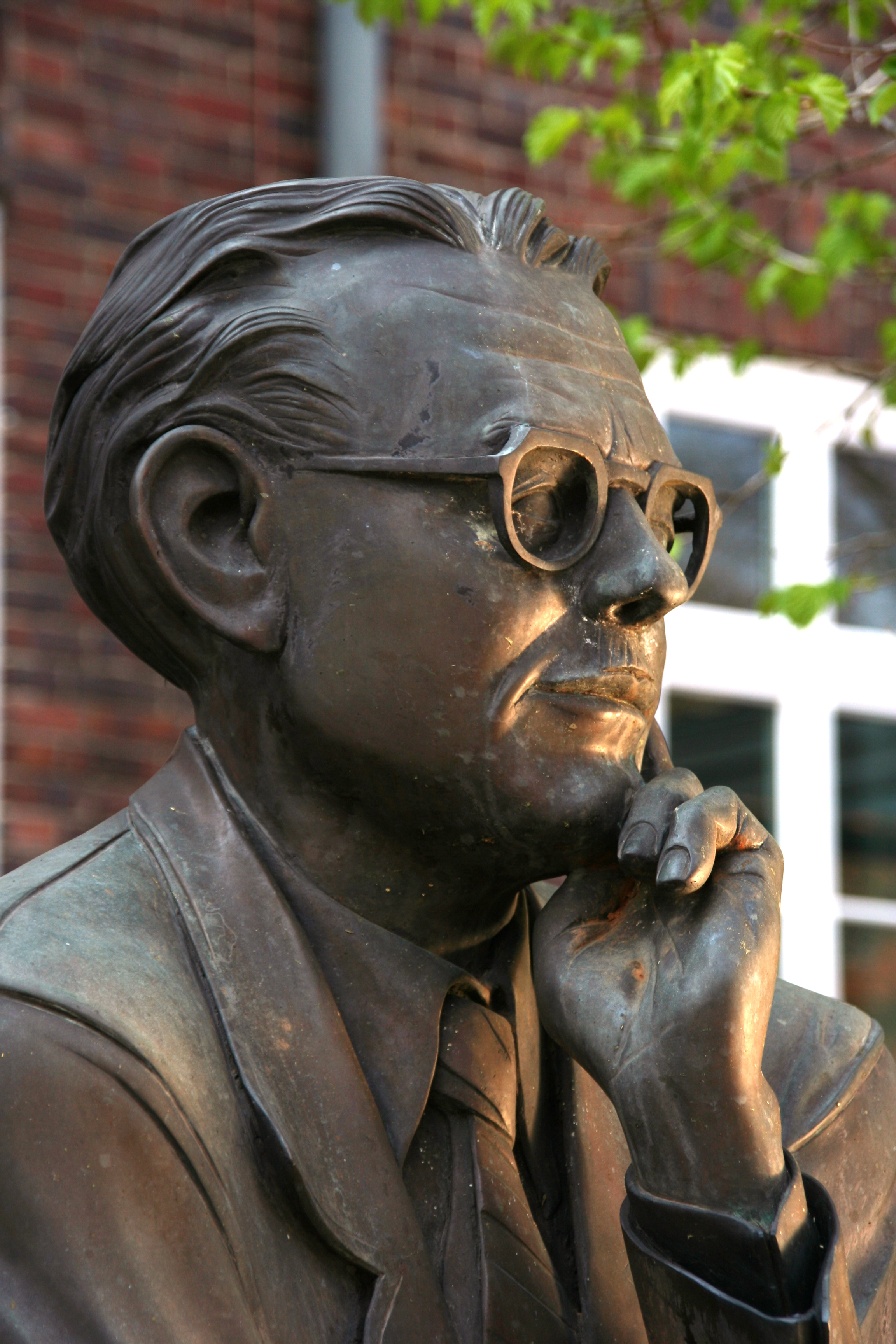
Otto Passarge, Erster Leiter der Genossenschaft und späterer Bürgermeister Lübecks

Nach Ende des Zweiten Weltkrieges kam es in Lübeck zu einer großen Wohnungsnot auf Grund der Kriegszerstörungen und der Flüchtlinger aus dem Osten Deutschlands. Die Bevölkerungszahl in Lübeck stieg innerhalb eines Jahres von etwa 190.000 (Januar 1945) auf ungefähr 300.000 (Januar 1946). Lübeck wurde zu der am stärksten mit Flüchtlingen belegten Stadt Norddeutschlands. Notwendig für den Wiederaufbau war auch die Wiederbelebung der Baugenossenschaften. Im Juli 1945 übernahm der spätere Lübecker Bürgermeister Otto Passarge wieder die Leitung der Genossenschaft. Auf Grund der schlechten wirtschaftlichen Lage waren größere Neubaumaßnahmen, die zur Linderung der Wohnungsnot hätten beitragen können, vorerst ausgeschlossen. Eine Besserung für die Finanzierung des öffentlich geförderten Wohnungsbaus kam mit dem I. Wohnungsbaugesetzes vom 24. April 1950, dessen Ziel der bundesweite Bau von 1,8 Millionen Wohnungen war. Eine der wichtigsten Grundlagen für die öffentliche Finanzierung dieser Bauvorhaben war das zwischen den USA und der Bundesrepublik getroffene Abkommen über die wirtschaftliche Zusammenarbeit im Rahmen des Marshallplanes, welches finanzielle Mittel bereitstellen konnte, die zum Ausbau der Wirtschaft und des Wohnungsbaus eingesetzt wurden. 1960 verfügte die Lübecker Genossenschaft bereits über 1.663 Mitglieder und 1.544 Wohnungen.
1981/82 wurde aus der Konkursmasse der ehemaligen Metallhüttenwerke Lübeck die gesamte Werkssiedlung erworben, umfangreich modernisiert und den Mietern zum Kauf angeboten. 1988 übernahm die Genossenschaft 690 Mietwohnungen von dem wirtschaftlich angeschlagenen "Wohnungsunternehmen „Neue Heimat Nord“ in den eigenen Bestand bzw. in die Verwaltung. Anfang der 1990er Jahre kamen weitere 346 Wohnungen aus einem aufgelösten Fondsvermögen hinzu.
Nach der Wende zeichnete sich in Lübeck Anfang der 1990er Jahre erneut ein Bedarf von rund 7.000 Neubauwohnungen ab. Mit der Beteiligung an zwei Konversionsmaßnahmen, als „Waldersee“ und „Cambrai“ bezeichnet, der Errichtung eines neuen Wohnquartiers in Kücknitz/Herrenwyk und der Expansion nach Nordwestmecklenburg vergrößerte sich der Wohnungsbestand um weitere 1.450 Wohnungen.
Ab 1999 begann eine Wohnquartierserneuerung in vielen Stadtteilen Lübecks. Im Rahmen einer Pilotmaßnahme in Lübeck-St. Jürgen erfolgte im Quartier der Robert-Koch-Straße die Generalmodernisierung der insgesamt 545 Wohnungen. Nach Abriss eines Wohnblocks mit 254 Wohnungen entstand hier ein Neubau mit insgesamt 262 zeitgemäßen und familiengerechten Wohnungen.
2012 übernahm der Bauverein auch die Verwaltung und Vermietung der traditionsreichen Wohnstifte Von-Borries-Stift und Heinrich-Gaedertz-Stift.

## Struktur
Als Unternehmen einer genossenschaftlichen Rechtsform wird die Lübecker Bauverein eG von ihren Mitgliedern getragen. Aktuell zählt die Genossenschaft ca. 10.000 Mitglieder (Stand: 1. Juli 2025), von denen 64 Mitglieder der Vertreterversammlung angehören. Der Aufsichtsrat mit Steffen Börms als Vorsitzenden berät und überwacht den Vorstand. Er gestaltet gemeinsam mit dem Vorstand die Politik der Genossenschaft. Der Vorstand, vertreten durch Christine Koretzky und Stefan Probst ist das Leitungsorgan der Genossenschaft.

## Geschäftsbereiche
Das Kerngeschäft des Lübecker Bauvereins besteht aus der Bewirtschaftung und Werterhaltung des eigenen Bestandes. Jährlich werden Wohngebäude modernisiert, um den steigenden Anforderungen des Wohnungsmarktes zu entsprechen. Die weiteren Geschäftsfelder bestehen aus der Hausverwaltung für Dritte und dem Bauträgergeschäft. Weiterhin betreibt die Genossenschaft seit dem Jahre 2011 eine Spareinrichtung. Des Weiteren bestehen im Rahmen der sozialen Verantwortung in den Quartieren Nachbarschaftstreffs.